# 흐림-2

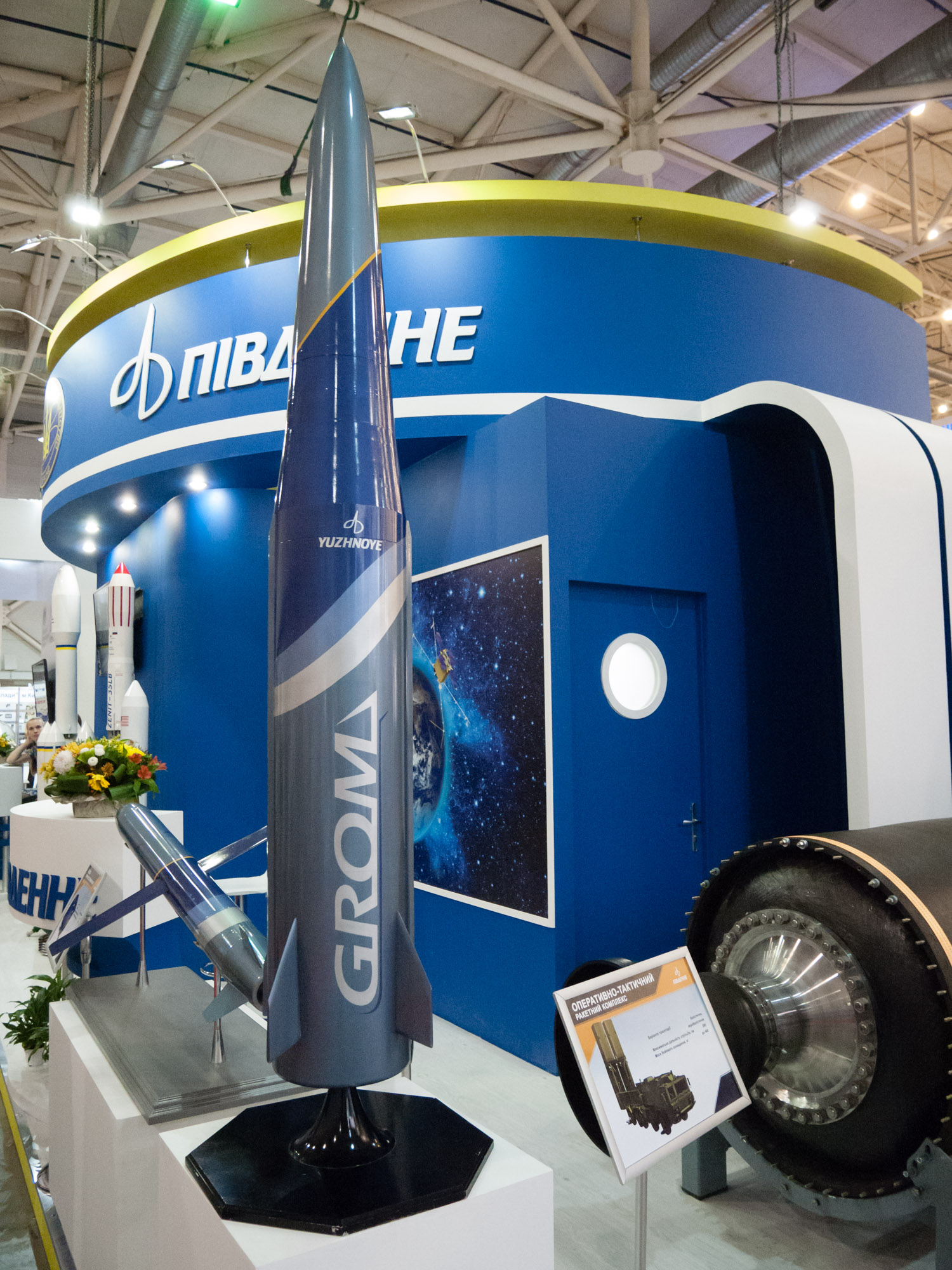
흐림-2 미사일

흐림-2(Hrim-2)는 우크라이나가 개발중인 단거리 탄도 미사일이다. Grim-2 또는 Grom이라고도 부른다. 사진에서는 Grom 이라고 전시되어 있다.

## 역사
유즈노예 설계국이 개발했다. 유즈마쉬 기계국이 생산한다. 탄두중량 500 kg, 수출용은 사거리 280 km, 내수용은 500 km이다. 사우디아라비아가 개발비를 지원하고 있다. 2019년 하반기에 최초의 시험발사를 할 예정이다.
사우디아라비아의 주적은 이란인데, 사우디 북부에서 이란 수도 테헤란까지는 880 km 거리이다. 사거리 500 km 미사일로는 이란 남부만 공격할 수 있다. 따라서 향후에 사거리 900 km 가 넘는 현무-4 같은 모델을 개발할 수도 있을 것이다.

## 대한민국
흐림-2 미사일은 한국의 현무-2, 러시아 이스칸데르 미사일과 외양, 사거리가 비슷하다.
2009년 한국은 KARI 75톤급 로켓엔진을 최초로 조립했다. 우크라이나 유즈노예에서 설계도를 구입해 만든 KARI 30톤급 로켓엔진을 확대개량한 것이다.
2019년 6월 27일, 사우디 실권자 무함마드 빈 살만 알사우드 왕세자가 방한해, 대전의 국방과학연구소(ADD)를 방문했다. 현재 사우디 살만 빈 압둘아지즈 알사우드 국왕(84)은 나이가 많아서, 부총리이자 국방장관인 왕세자가 실질적인 통치를 하고 있다. 빈 살만 왕세자는 국방과학연구소와 같은 무기 연구 및 개발 시설 설립을 희망하는 것으로 알려졌다. 한국이 자체 기술로 상당한 수준의 무기를 만드는 것을 높게 평가하고, 한국을 모델로 자주국방 역량을 키우려는 뜻이 강한 것으로 알려졌다. 사우디 왕위 계승자가 한국을 방문한 것은 1998년 압둘라 빈 압둘아지즈 알사우드 왕세제 이후 21년 만이다. 한국 정부는 사우디 왕세자 방한을 계기로 ‘사우디판 ADD’ 설립에 필요한 다양한 지원방안을 사우디 측과 협의할 것으로 알려졌다. 중동에서 무기 분야의 ‘한류’가 본격화되는 셈이다. 사우디아라비아는 현재 세계 최대 무기 수입국이다.
2019년 9월 14일, 사우디아라비아가 이란으로부터 2019년 아브카이크-쿠라이스 공격을 받았다.

## 같이 보기
- 삽산 미사일 - 우크라이나가 개발중인 단거리 탄도 미사일, 다연장 로켓포 시스템이다.